# Fitzroy (Victoria)
Fitzroy est un quartier de Melbourne situé à 3 kilomètres du quartier central des affaires.
Il fait partie de la zone d'administration locale (LGA) de la ville de Yarra. Au recensement de 2011, Fitzroy avait une population de 9 430 habitants et une superficie de 1,4 km2. Dans ce quartier se sont établies des communautés asiatiques (principalement chinoises et vietnamiennes), africaines et hispaniques (principalement espagnols, mexicaines et cubaines).

## Histoire
Fitzroy a été nommée d'après Sir Charles Augustus FitzRoy, gouverneur de Nouvelle Galles du Sud de 1846 à 1855.
Conçue comme la première banlieue de Melbourne, elle a été plus tard aussi l'une des premières zones de la ville à obtenir le statut de municipalité. Il a une longue association avec la classe ouvrière et est actuellement habité par une grande variété d'ethnies et de groupes socio-économiques et est connue pour sa culture bohème. Son centre commercial est Brunswick Street, l'un des plus grands de Melbourne. Fitzroy a subi des vagues de deux rénovations urbaines et de gentrification depuis les années 1950.
Fitzroy était la première banlieue de Melbourne, créée en 1839 lorsque la zone entre Melbourne et Alexandra Parade a été divisée en lots vacants et proposés à la vente.
Avant la Première Guerre mondiale, Fitzroy était un quartier de la classe ouvrière, avec une concentration de radicaux politiques qui y vivent déjà. L'immigration d'après-guerre dans la banlieue a entraîné dans la région une population socialement diversifiée. De nombreux ouvriers immigrés chinois se sont installés à Fitzroy en raison de sa proximité de Chinatown. Il y a aussi une communauté sensible vietnamienne, une petite enclave africaine, et la région sert également de centre de la communauté espagnole, mexicaine, cubaine et sud-américaine de Melbourne, avec de nombreux restaurants, clubs, bars et magasins espagnols et latino.
Comme d'autres banlieues du centre de Melbourne, Fitzroy a subi un processus de gentrification dans les années 1980 et 1990. Les usines de la région ont été convertis en appartements, et les hausses des loyers ont vu de nombreux habitants de la région se déplacent à Northcote et Brunswick. En Juin 1994, la Ville de Yarra a été créé, en combinant les villes de Fitzroy, Collingwood et Richmond.

## Géographie
La topographie de Fitzroy est plate. Il est aménagé dans un plan de grille et se caractérise par une grille rectangulaire assez étroitement espacés de rues moyennes, avec plusieurs de ses rues étroites et ruelles seulement à sens unique.

## Urbanisme
L'urbanisme à Fitzroy est diversifié. Le quartier possède une des plus anciennes maisons de Melbourne et l'un des plus vastes ensembles de maisons mitoyennes de Melbourne, avec un mélange de bâtiments industriels et commerciaux reconvertis, de maisons de plain-pied, d'appartements modernes et de logement public.
Il y a beaucoup de petites galeries d'art autogérées et des studios situés dans la banlieue. Fitzroy possède un art de rue florissant. Ce quartier est une plaque tournante pour la musique live à Melbourne, et héberge plusieurs sites importants.
Fitzroy a un nombre important de pubs et de cafés au vu de sa superficie. L'ancien Devonshire Arms hôtel est situé dans Fitzroy Street et demeure le plus ancien bâtiment de Fitzroy. Parmi les plus anciens pubs ouverts à l'origine du quartier, un seul est toujours en activité : Marios ; un autre, Boulangers a été déplacé au nord puis fermé en 2007, tandis que le troisième Le Chat Noir s'est transformé en un bar, mais conserve toujours son jardin. Par ailleurs, Silas est le café le plus ancien.

## Transport

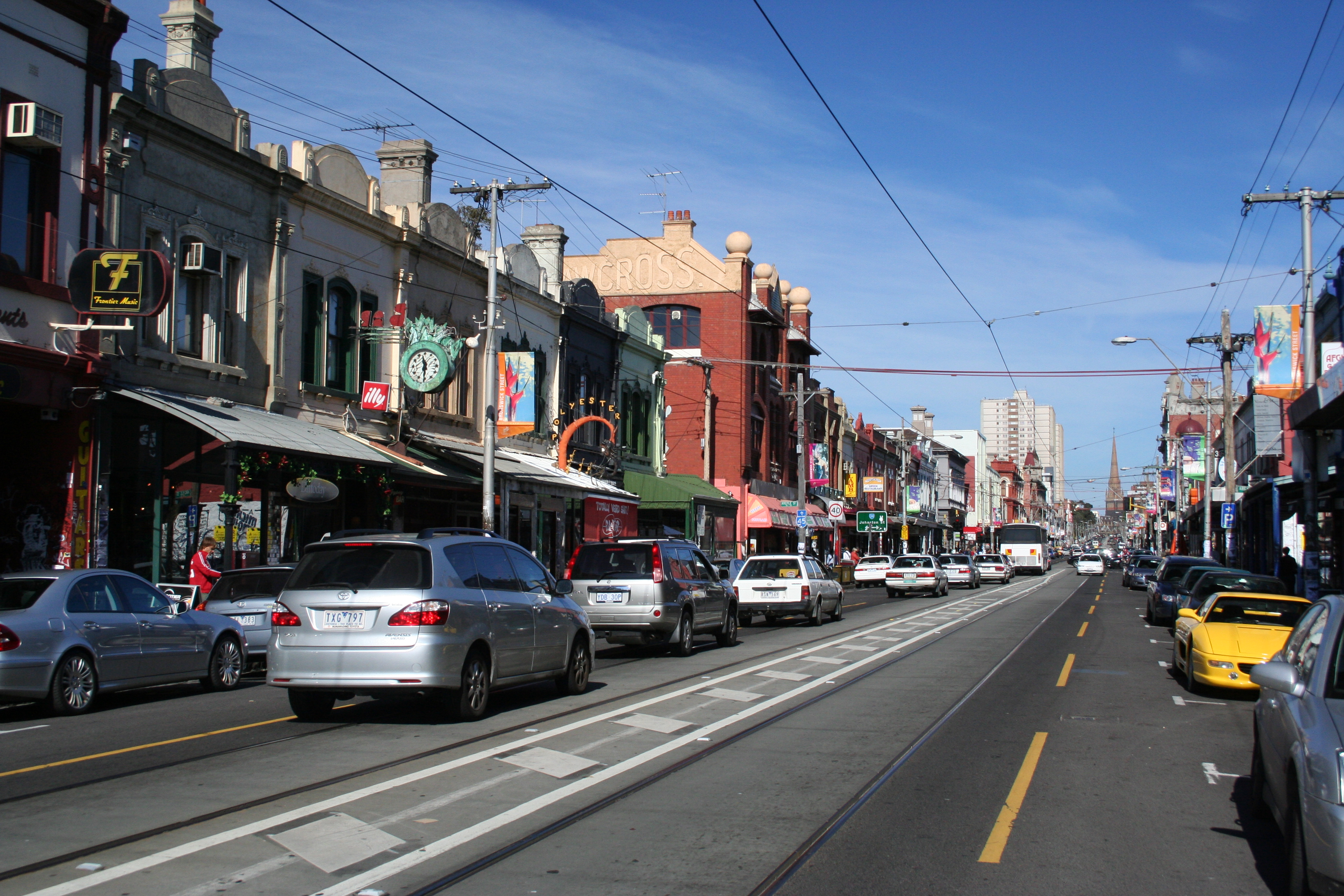
Brunswick Street, Fitzroy

Les grandes artères routières de Fitzroy sont, Brunswick Street (nord-sud) et Johnston Street (est-ouest). D'autres routes principales comprennent Victoria Parade, Nicholson Street, Smith Street et Alexandra Parade, qui font le tour de la banlieue. Elle est caractérisée par une grille rectangulaire assez étroitement espacés de rues moyennes, avec plusieurs de ses rues étroites et ruelles facilitant uniquement le trafic à sens unique. La circulation et le stationnement est un problème et les conseils locaux ont mis en place des stratégies pour garder ce trafic hors des rues résidentielles secondaires. Il a été le site de plusieurs propositions controversées d'autoroute, en particulier dans les années 1950, mais aucune d'entre elles ont procédé.
Il n'y a pas de gare de banlieue dans Fitzroy même. Les gares les plus proches sont Rushall, North Fitzroy, Collingwood et Parliament Station.
Une ligne de métro qui relie le Loop et Clifton Hill, avec des stations situées en dessous de Brunswick Street Brunswick et Smith Street, est en projet.
Trois lignes de tramway desservent Fitzroy :
- Ligne 86 (Bundoora - Docklands) : parcours : Nicholson Street, Gertrude Street et Smith Street.
- Ligne 96 (East Brunswick - St Kilda) : parcours : Nicholson Street.
- Ligne 112 (West Preston - St Kilda) : traverse Fitzroy le long de Brunswick Street.

## Culture et société

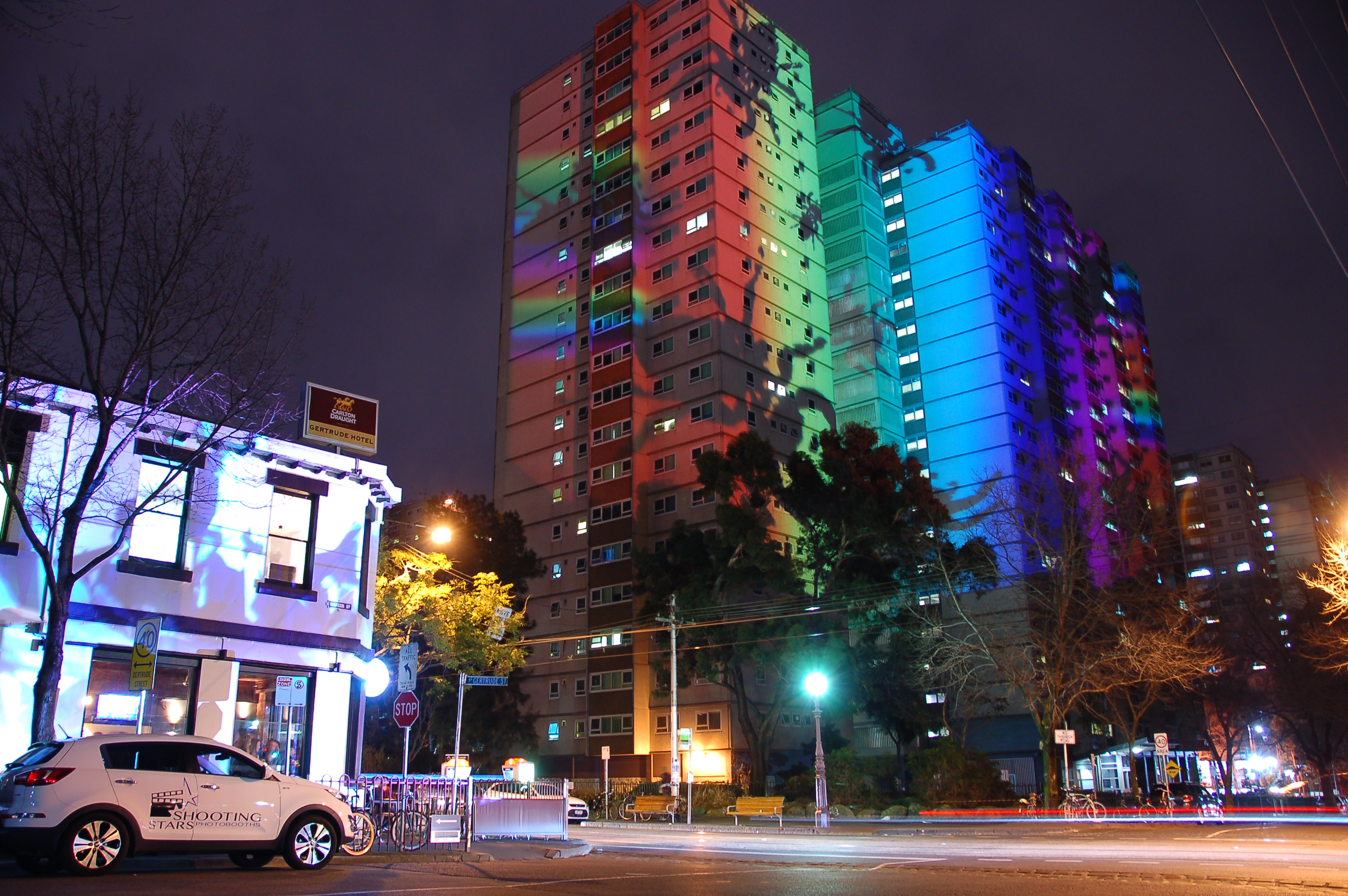
Festival à Gertrude Street

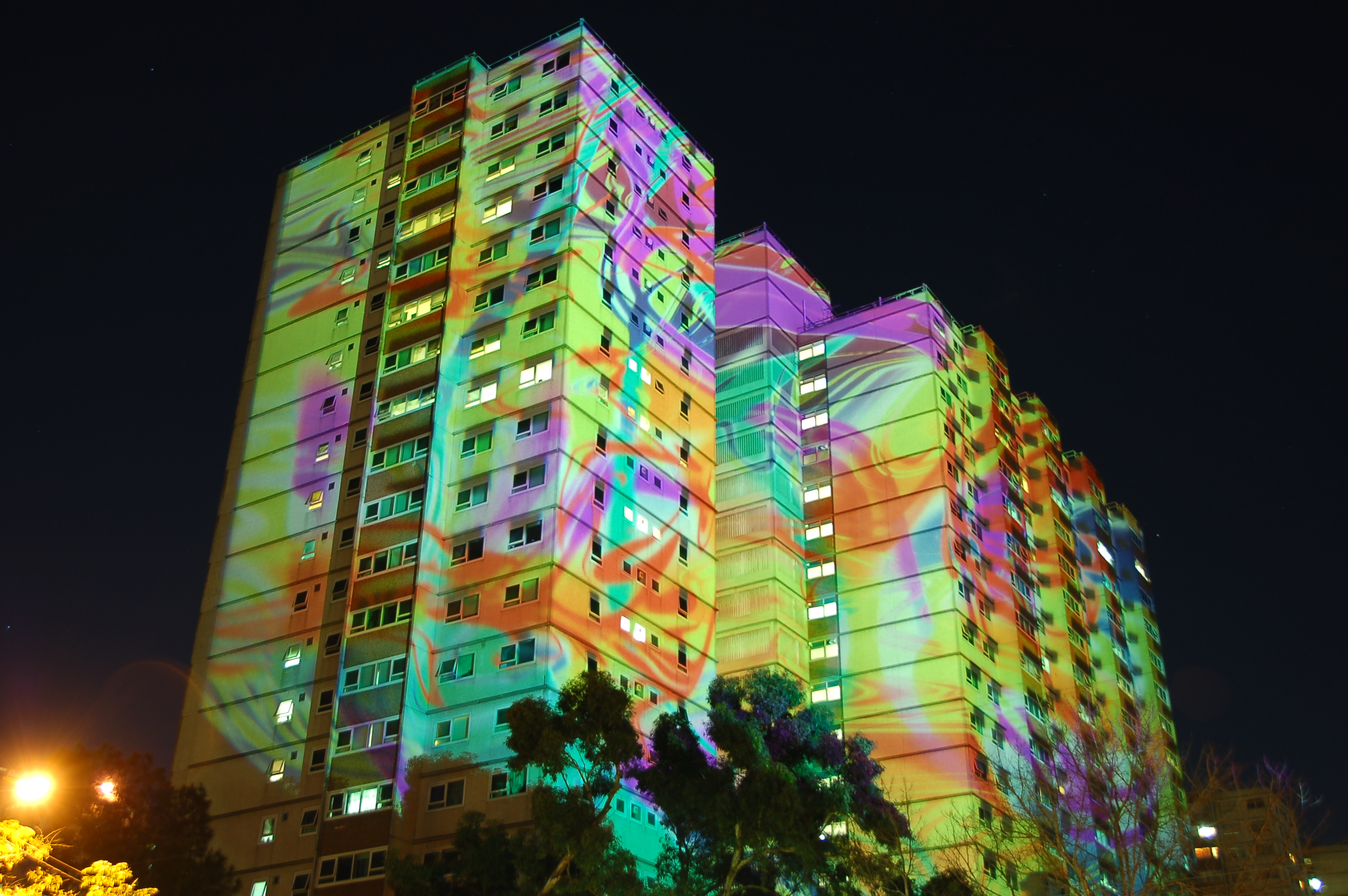
Festival à Gertrude Street

Avec les progrès de la gentrification, une variété de cafés dans des styles différents ont ouvert de haut en bas de Brunswick Street, sur Smith Street, Gertrude Street et dans certains ruelles, dans les anciennes barres et des sites d'entreposage.
Le Fitzroy Lions a été formé en 1883, dans le cadre du championnat VFL / AFL . Le club avait remporté un certain succès avant de déménager ses matchs à domicile à plusieurs reprises et enfin courir dans des difficultés financières dans les années 1980, l'obligeant à céder ses activités AFL à Brisbane Bears à la fin de 1996, sur laquelle Brisbane a changé son nom pour former les Brisbane Lions. Après divers parrainage de clubs locaux, Fitzroy a reformé un club en 2009 au sein de la Victorian Football Association pour jouer au Brunswick Street Oval.

## Crédit d'auteurs
- (en) Cet article est partiellement ou en totalité issu de l’article de Wikipédia en anglais intitulé « Fitzroy, Victoria » (voir la liste des auteurs).